# 山本はるきち
山本 はるきち（やまもと はるきち、本名：山本 治彦、1960年5月4日 - ）は、東京都渋谷区生まれ。神奈川県相模原市出身の作曲家、サウンドクリエイター、キーボーディスト、ドラマー、音楽プロデューサー。俳人の山元志津香は実母。東京音楽大学作曲科卒業。1985年より、LOOKのメンバー。1998年から、NHK教育テレビ『おじゃる丸』の音楽を担当。既婚。

## 略歴

### デビューまで
小学校、中学校の頃から、作曲や編曲をしており、中学で、フォークバンド「Tomorrow」を結成。リーダーでベース担当、オリジナルを作曲した。
高校から音楽の道を目指し、東京音楽大学付属高等学校作曲科に入学。高校3年の時、自身の多重録音による自主制作アルバム『1978 THE HARUHIKO』を制作した。内容は、歌とインストが半々の作品である。

### プロデビュー
大学在学中に、KENSOのドラムとして、本名の「山本治彦」名義で参加し、1980年にKENSOの1stアルバム『KENSO』を発表し、ドラムやアレンジで大きく関わる。大学4年の時に、2作目となる自主制作アルバム『PLUM 1982 THE HARUHIKO』を発表した。
1985年、LOOKのキーボード担当として『シャイニン・オン 君が哀しい』でデビュー。LOOK在籍当時から渡辺満里奈をはじめとする歌手への楽曲提供や、アニメ音楽の作曲も行なう。
1987年に、LOOKの活動に専念するために、KENSOから脱退した。
1989年、ボーカルの鈴木トオルの脱退により、LOOK解散。1989年、L3C（Look Lonesome Lane Club）のキーボード担当した。

### 作曲家としての活動後
1991年、L3Cから脱退。作曲家としての活動を始める。
1998年2月、声優の岩男潤子と結婚。活動のサポートをしたが、2007年5月に離婚。
2007年10月25日「Look for Nostalgia Harukichi Yamamoto」ミニアルバムをリリース。
2008年5月17日、ライブ「LOOK バラード・ナイト Tokyo」を南青山マンダラにて開催。
2008年11月、2度目の結婚。相手は一般人のため、名前等は公表せず。
2011年12月、KENSOのライヴにドラムでゲスト参加した。

## ディスコグラフィ

### アルバム
1. 1978 THE HARUHIKO（1978年）
2. PLUM 1982 THE HARUHIKO（1982年）
3. ルック・フォー・ノスタルジア（2007年10月25日）
  - 山本本人によるLOOKのセルフカバーアルバム
4. @Sketch #01（2018年12月5日）
  - インストゥルメンタル・アルバム

## 楽曲提供
- 岩男潤子
  - 「シャッターチャンスの連続」（作曲・編曲）
  - 「スカーレット」（編曲）
  - 「hurt」（作曲・編曲）
  - 「僕を笑って」（作曲・編曲）
  - 「風の記憶」（作曲・編曲）
  - 「雨」（編曲）
- GARO Project
  - 「牙狼〜僕が愛を伝えてゆく〜」（編曲）
  - 「僕はまだ恋をしてはいけない」（編曲）
- 時任三郎
  - 「夢の子供」（作曲）
  - 「イリュージョン」（作曲）
- チョー・ヨンピル
  - 「恋にゆれて」（作曲・編曲）
- 久川綾
  - 「Sunday」（作曲・編曲）
  - 「青い空を抱きしめたい」（作曲・編曲）
- 渡辺満里奈
  - 「深呼吸して」（作曲）
  - 「夏休みだけのサイドシート」（作曲）

### アニメソング
おじゃる丸
- 「子鬼トリオのテーマ」（歌：アオベエ（一条和矢）、アカネ（南央美）、キスケ（うえだゆうじ）/作曲・編曲）
- 「あっちむいてホイでおじゃる」（歌：アオベエ（一条和矢）、アカネ（南央美）、キスケ（うえだゆうじ）、おじゃる丸（西村ちなみ）、小町ちゃん（西村ちなみ）、カズマ（渕崎ゆり子）、電ボ（岩坪理江）、金ちゃん（生駒治美）、オカメ姫（三石琴乃）/作曲・編曲）
- 「この町いつも 〜貧ちゃんのうた〜」（歌：貧ちゃん（斉藤彩夏）/作曲・編曲）

ギャグマンガ日和
- 「アタック!ギャグマンガ日和」（歌：うえだゆうじ/作曲）
- 「オアフ! ハワイ日和」（歌：うえだゆうじ/作曲）
- 「ボディライン」（歌：うえだゆうじ/作曲）
- 「希望の宇宙の…」（歌：うえだゆうじ/作曲）

セクシーコマンドー外伝 すごいよ!!マサルさん
- 「よろしく仮面 テーマ」（歌：井上和彦/作曲）

てーきゅう
- 「ぬふっとてーきゅうポトラッチ」（歌：Naive[3]/作曲・編曲）

ニニンがシノブ伝
- 「いきなりキッス」（歌：忍（水樹奈々）、楓（川澄綾子）、雅（釘宮理恵）/作曲）

らんま1/2
- 「恋がひとつ消えてしまったの」（歌：DoCo[メンバー 1]/作曲・編曲）
- 「フクザツな両想い」（歌：DoCo[メンバー 1]/作曲・編曲）

## 劇伴

### 映画
- 絶唱母を呼ぶ歌 鳥よ翼をかして（1985年）

### テレビドラマ
- ハロー!グッバイ（1989年）

### アニメ
- 水色時代（1996年[4]）
- ケロケロちゃいむ（1997年）
- セクシーコマンドー外伝 すごいよ!!マサルさん（1998年）
- 浦安鉄筋家族（1998年）
- おじゃる丸（1998年）
- ニニンがシノブ伝（2004年）[5]
- ギャグマンガ日和（2005年）
- あかほり外道アワーらぶげ（2005年）
- デトロイト・メタル・シティ（2008年）
- 夢をかなえるゾウ（2009年）

### OVA
- 妖精姫レーン（1995年）
- タトゥーン★マスター（1996年）
- ぼくはこのまま帰らない（1994年）
- 恋愛候補生 STARLIGHT SCRAMBLE -THE COMPLETE-（1998年）

### アニメ映画
- 映画おじゃる丸 約束の夏 おじゃるとせみら（2000年）

### ユニットメンバー
1. 1 2  林原めぐみ、日髙のり子、佐久間レイ、高山みなみ、井上喜久子